# Dairoides kusei
Dairoides kusei är en kräftdjursart som först beskrevs av Sakai 1938.  Dairoides kusei ingår i släktet Dairoides och familjen Dairidae. Inga underarter finns listade i Catalogue of Life.